# 里普列克山口

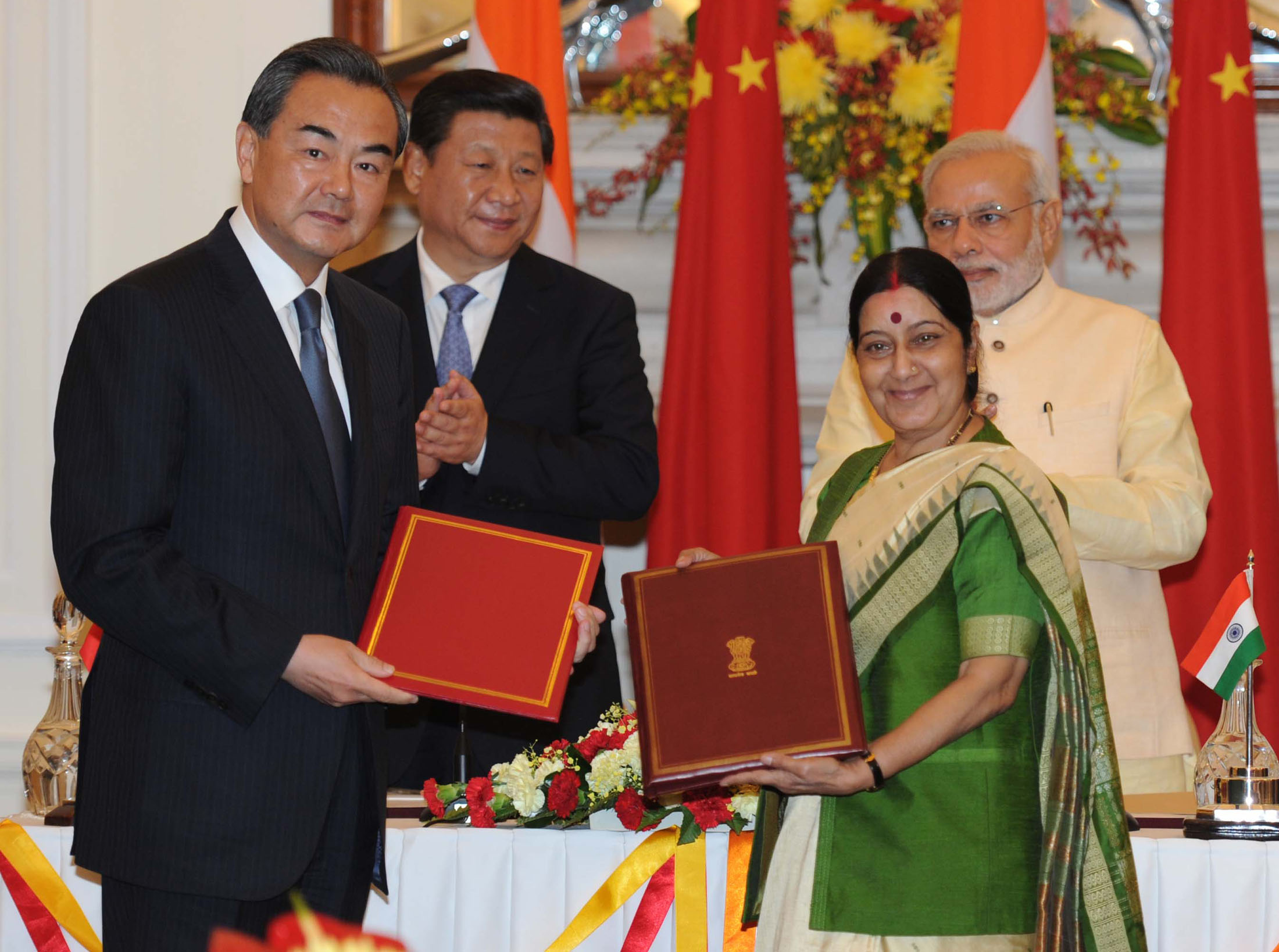
2014年9月18日，中國外長王毅與印度外長蘇什瑪·斯瓦拉杰簽署諒解備忘錄，中方開放一條新的進入西藏自治區的印度教徒朝聖之路。印度教徒經典朝聖路線「冈仁波齐峰-玛旁雍錯朝聖之路」以往只能經里普列克山口，2015年起開放乃堆拉山口。

里普列克山口（英語：Lipulekh Pass）又称为强拉山口（藏语拼音：Lanag La；威利：Byang-la），海拔5334米（17,500英尺），位于中国、印度、尼泊尔三国交界处，中国西藏阿里地区普兰县县城的西南部约30 km，是喜马拉雅山脉的一个山口。连接中国西藏普兰县和印度北阿坎德邦库马盎地区，属于古代丝绸之路的一个分支，自古以来，里普列克山口两侧的边民，越过该山口进行易货贸易。这里也是印度教教徒前往普兰县的玛旁雍错及冈仁波齐神山朝圣的必经之路。印度的印藏边境警察在此山口印度一侧设有一个边防哨所。

## 边境口岸
1992年，中印两国政府签署协议，重新开放里普列克口岸以利两国边民进行跨境贸易（该口岸1962年中印边界战争之后被关闭）。目前，里普列克口岸每年六月到九月开放，
印度出口的货物有古尔粗糖、大豆、烟草、香料、面粉、咖啡、植物油， 印度酥油（Ghee）和各色消耗品；而印度主要进口羊毛、passam、绵羊、山羊、 硼砂、牦牛尾巴、chhirbi（黄油）和生丝。

## 领土争议

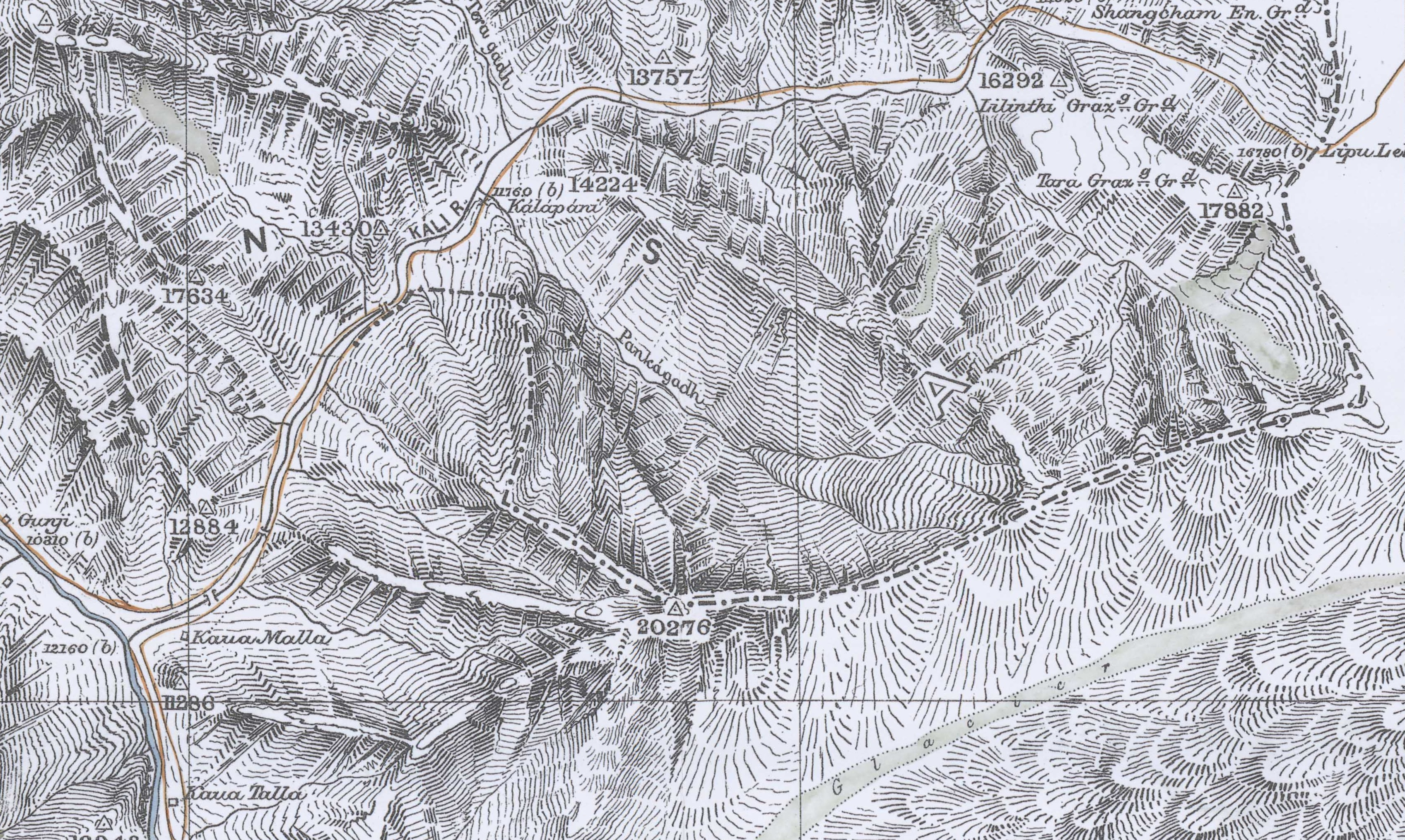
1879 年印度勘測地圖顯示卡拉帕尼領地是印度的库马盎专区一部分

里普列克山口属于印度与尼泊尔有领土争议的卡拉帕尼（Kalapani）争议区。